# Лили Рејб
Лили Рејб (Њујорк, 29. јун 1982) је америчка глумица. Номинована је за Награду Тони за најбољу глумицу у представи, за улогу Порције у Млетачком трговцу. Најпознатија је ипак по улози у серији Америчка хорор прича.

## Дјетињство, младост и породица
Рођена је у Њујорку, ћерка драмског писца Дејвида Рејба и глумице Џил Клејбург. Њен млађи брат, Мајкл, је драмски писац и глумац, а њен старији брат, Џејсон је музичар. Лили је учила плес десет година.